# De wens van Amma-Moai
De wens van Amma-Moai is het 264e stripverhaal van Jommeke. De reeks wordt getekend door Studio Jef Nys.Het album verscheen op 3 april 2013.

## Verhaal
Om professor Gobelijn te verrassen gaan Jommeke en zijn vrienden chocolade eieren in zijn tuin verstoppen. De professor is aangenaam verrast, maar helaas...
Choco heeft alle eieren opgegeten en is er ziek van geworden. Dan komt er plots bezoek. Het is een zekere Piet Roggeveen, nazaat van de ontdekker van Paaseiland. Snel wordt duidelijk dat hij Jommeke en zijn vrienden wil inschakelen om de laatste wens van Amma-Moai ten uitvoer te brengen. De sleutel tot dit alles is een ei dat begraven ligt bij het meest noordelijk gelegen Moai-beeld.
Jommeke, Flip, Filiberke, professor Gobelijn en de heer Roggeveen vertrekken richting Paaseiland. Eens op het eiland kunnen ze vrij vlug contact leggen met een plaatselijke bewoner, de laatst overgebleven langoor Rapalango. Deze man wordt hun gids. Ze worden echter opgemerkt door de aartsrivaal Rapakoto en diens zoon. Het interessante gesprek met Rapalango wordt afgeluisterd. De volgende dag blijkt de vliegende bol verdwenen te zijn. Een raadsel... alleen Rapakoto en zijn zoon weten perfect wat er gebeurd is. De bol ligt op de bodem van een kratermeer. Flip gaat op onderzoek en vindt de vader en zijn zoon al gravend bij een Moai-beeld. Wanneer enige tijd later Jommeke en zijn vrienden aankomen hebben de twee Paaseilanders zich boven op het beeld verschanst. Met een list weet Jommeke ze naar een foute plaats te loodsen. De zoon weet een ei te bemachtigen maar komt ongelukkig in zee terecht. Rapakoto komt nu om hulp smeken omdat hij denkt dat zijn zoon verdronken is. Gelukkig is dat niet zo en wanneer ze hem met het ei terugvinden ontstaat een twistgesprek rond verzoening. Rapakoto breekt het ei en wat blijkt... het is gewoon een eivormige steen. Er volgt dan toch een verzoening tussen de Paaseilanders.
Plots krijgt Piet Roggeveen een idee. Het meest noordelijk gelegen beeld zou weleens in Nederland kunnen staan bij de laatste rustplaats van Jacobus Roggeveen. Ook Gobelijn krijgt een ingeving. Met zijn afstandsbediening laat hij de vliegende bol uit het kratermeer opstijgen. In gezelschap van Rapalango reist de bende naar Middelburg in Nederland. Bij het Moai-beeld wordt inderdaad een ei gevonden. Er staan vreemde tekens op. De supercomputer van Gobelijn weet alles te ontcijferen. Het betreft een boodschap rond voorspoed voor het eiland. Rapalango breekt het ei en er komen een aantal zaadjes tevoorschijn. Eén zaadje wordt door Gobelijn in de grond gestopt. Een week later staat er een reusachtige palmboom. De wens van Amma-Moai is nu duidelijk: 'De palmzaden moeten weer geplant worden op Paaseiland zodat het weer een paradijselijk oord kan worden.'
Eens met z'n allen terug op het eiland worden de zaden geplant. Intussen heeft Rapalango een onvoltooid Moai-beeld afgewerkt. Met hulp van de vliegende bol wordt het naar zijn plaats gesleept en rechtgezet. Enkele dagen later krijgen Marie en Teofiel een pakje en een kaartje van hun zoon.'Zonnige groeten uit Paaseiland.'